# The Piper at the Gates of Dawn
The Piper at the Gates of Dawn (en català "el flautista a les portes de l'alba") és l'àlbum de debut del grup britànic de rock progressiu Pink Floyd, i l'únic àlbum del grup creat sota la direcció del membre fundador Syd Barrett, i sense David Gilmour. L'àlbum, anomenat així en referència al setè capítol de la novel·la El vent entre els salzes de Kenneth Grahame i amb una foto calidoscòpica de la banda feta per Vic Singh a la portada, va ser gravat entre els mesos de febrer i maig de 1967 als Abbey Road Studios, i editat el 5 d'agost de 1967. Va ser produït per l'enginyer de The Beatles Norman Smith i editat sota el segell d'EMI Columbia al Regne Unit i sota el de Tower Records als Estats Units, a l'agost i l'octubre d'aquell any, respectivament.
El llançament de l'àlbum als Estats Units va ser programat amb la gira de la banda al país. Al Regne Unit, no van treure'n cap senzill del propi disc, però als Estats Units «Flaming» es va editar com a senzill. La versió nord-americana de l'àlbum té una llista de temes reorganitzats i conté el senzill editat al Regne Unit que no forma part de l'àlbum, «See Emily Play». Dues de les cançons de l'àlbum, «Astronomy Domine» i «Interstellar Overdrive», es van convertir en pilars del repertori en els concerts en directe de la banda, mentre que altres cançons es van tocar en directe només un parell de vegades.
Aquest disc va ser un dels primers en explorar el rock psicodèlic, juntament amb Sgt. Pepper's Lonely Hearts Club Band de The Beatles i The Velvet Underground and Nico de The Velvet Underground, que va ser gravat gairebé simultàniament. És considerat un dels LP més influents en la història del rock psicodèlic, i ja des del seu llançament, l'àlbum ha estat aclamat com un dels millors. El 1973, va ser empaquetat amb el segon àlbum de la banda, A Saucerful of Secrets, i publicat com a A Nice Pair per introduir als nous seguidors els primers treballs de la banda després de l'èxit del The Dark Side of the Moon. Les edicions especials limitades de The Piper at the Gates of Dawn es van editar per a celebrar els trenta, quaranta i cinquanta anys de l'àlbum el 1997, 2007 i 2018, respectivament, amb els dos últims llançaments contenint cançons extres. El 2012, The Piper at the Gates of Dawn va aconseguir la posició 347 a la llista dels «500 millors àlbums de tots els temps» de la revista Rolling Stone.

## Antecedents
Els estudiants d'arquitectura Roger Waters, Nick Mason i Richard Wright i l'estudiant d'art Syd Barrett havien actuat amb diversos noms de grup des de 1962, i van començar a fer una gira amb com a «The Pink Floyd Sound» el 1965. Es van convertir en professionals l'1 de febrer de 1967, quan van signar amb EMI, amb una tarifa anticipada de 5.000 £. El seu primer senzill, una cançó sobre un transvestit cleptòman titulada «Arnold Layne», es va llançar l'11 de març amb una certa controvèrsia, després de la negativa de Radio London a emetre-la.
Aproximadament tres setmanes després, la banda es va presentar als principals mitjans de comunicació. El comunicat de premsa d'EMI afirmava que la banda era «portaveus musicals per a un nou moviment que implica l'experimentació en totes les arts», però EMI va intentar distanciar-se entre ells i l'escena underground on es va originar la banda afirmant que «Pink Floyd no sap què entén la gent per pop psicodèlic i no estan intentant crear efectes al·lucinatoris al seu públic.» La banda va tornar a l'estudi Sound Techniques per gravar el seu següent senzill, «See Emily Play», el 18 de maig. El senzill va ser editat gairebé un mes més tard, el 16 de juny, i va aconseguir el número sis en les llistes britàniques.
Pink Floyd va recopilar fama als tabloides per fer música per als consumidors d'LSD. El popular diari News of the World va treure una història nou dies abans que comencessin les sessions d'enregistrament de l'àlbum, dient que «el grup Pink Floyd s'especialitza en «música psicodèlica», que està dissenyada per il·lustrar experiències d'LSD». Contràriament a aquesta imatge, únicament se sap que Barrett prenia LSD; els autors Ray B. Browne i Pat Browne afirmen que ell era "l'únic usuari real de drogues dins de la banda".

## Gravació

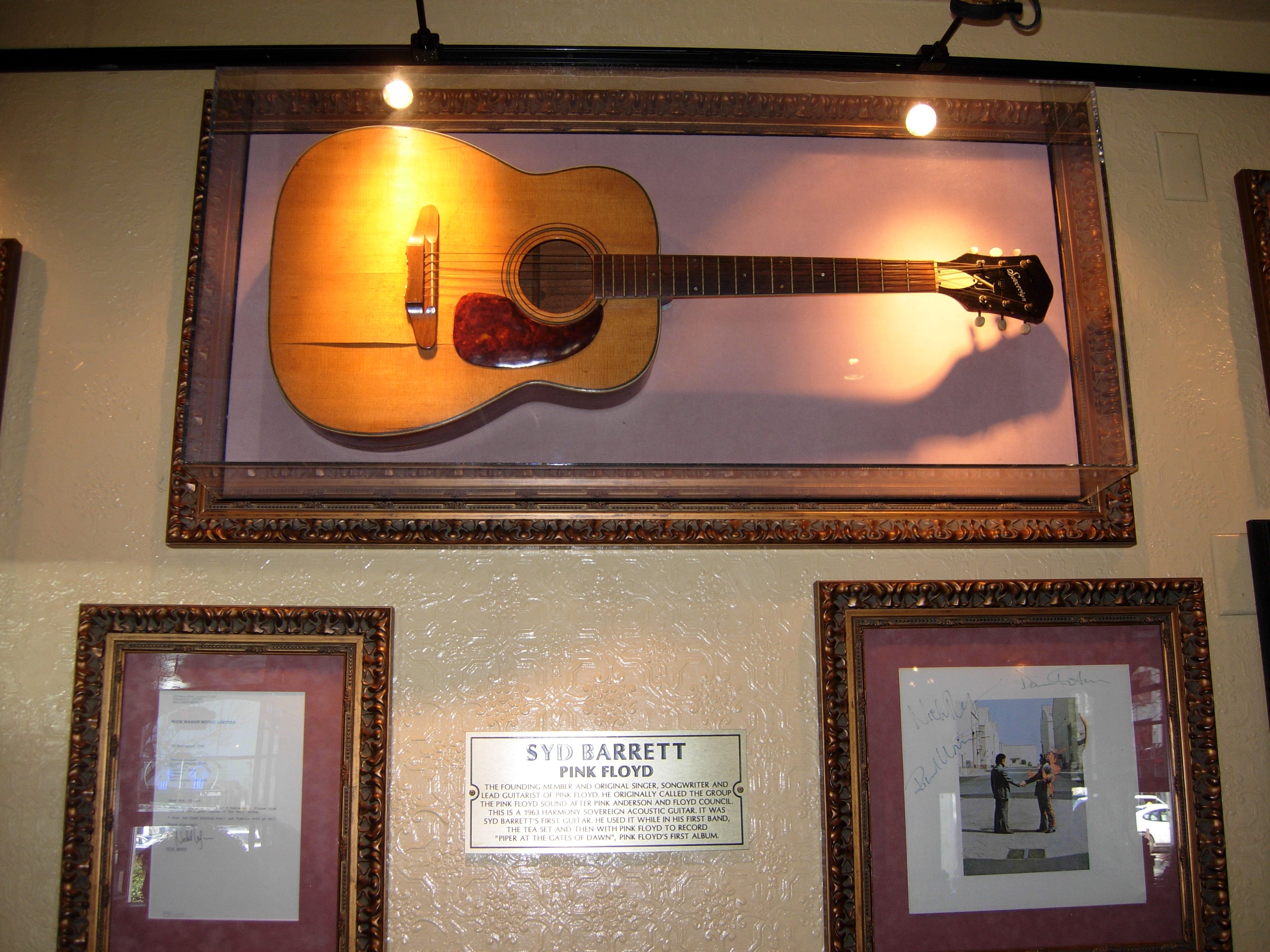
Primera guitarra de Syd Barrett. És una guitarra acústica Harmony Sovereign de 1963. Barrett la va utilitzar amb la seva primera banda, Tea Set i posteriorment amb Pink Floyd per enregistrar The Piper at the Gates of Dawn.

L'acord discogràfic de la banda era relativament pobre per l'època: un avançament de 5.000 lliures a cinc anys, regalies baixes i sense temps d'estudi gratuït. Tanmateix, incloïa el desenvolupament de l'àlbum, i EMI, sense saber exactament quina mena de banda havien signat, els va deixar llibertat per gravar el que volguessin.
Se'ls va obligar a gravar el seu primer àlbum als Abbey Road Studios d'EMI a Londres, concretament al mític estudi 1 dels estudis, supervisats pel productor Norman Smith, una figura cabdal en les negociacions de Pink Floyd amb EMI. L'enginyer Peter Bown, que en el seu moment fou el mentor de Smith, va ajudar a assegurar-se que l'àlbum tenia un so únic a través de la seva experimentació amb equips i tècniques de gravació. Bown, assistit per director d'estudi David Harris, configurava els micròfons una hora abans que comencessin les sessions. Les opcions de micròfon de Bown eren en gran part diferents de les utilitzades per Smith per gravar les sessions d'EMI de The Beatles (el grup estava enregistrant l'àlbum Sgt. Pepper's Lonely Hearts Club Band, que esdevindria un dels àlbums més coneguts de la història del rock). A causa de la tranquil·litat del cant de Barrett, se'l va situar en una cabina d'aïllament vocal per cantar les seves parts. Es va utilitzar l'automatic double tracking (ADT) per afegir capes de ressò a les veus i en alguns instruments. L'àlbum presentava un ús inusualment intens de ressò i reverberació per donar-li un so propi i únic. Gran part d'aquests efectes provenien d'un conjunt de reverberadors plate Elektro-Mess-Technik – EMT 140s personalitzats, que contenien plaques metàl·liques fines sota tensió; i de la cambra de ressonància de l'estudi construïda el 1931.
L'àlbum conté dos tipus diferents de cançons: per una banda, llargues improvisacions de les actuacions en directe de la banda, i per l'altra, cançons més curtes que Barrett havia escrit. La ingesta d'LSD de Barrett va augmentar a mesura que anaven avançant les sessions d'enregistrament de l'àlbum. Encara que en l'autobiografia de Mason de 2005 va recordar que les sessions eren relativament tranquil·les i sense problemes, Smith no hi estava d'acord i va afirmar que Barrett no responia als seus suggeriments i crítiques constructives. En un intent de construir una relació amb la banda, Smith va tocar jazz al piano mentre la banda s'hi unia. Aquestes jam-sessions van funcionar bé amb Waters, que era aparentment útil, i amb Wright, que estava «relaxat». Els intents de Smith de connectar amb Barrett van ser menys productius: «Amb Syd, finalment em vaig adonar que estava perdent el temps» Smith va admetre més tard que les seves idees tradicionals de la música estaven una mica en contradicció amb el rerefons psicodèlic d'on venia Pink Floyd. No obstant això, va aconseguir «desanimar la música en viu», tal com Peter Jenner, el mànager de la banda ho havia anomenat, guiant la banda cap a la producció de cançons amb una longitud més manejable.
Barrett acabaria escrivint vuit de les cançons de l'àlbum i contribuint en dues de les cançons instrumentals acreditades a tota la banda, amb Waters creant l'única composició restant, «Take Up Thy Stethoscope and Walk». Mason va recordar com l'àlbum «es va gravar podríem dir a la manera antiga: bastant ràpidament. Amb el pas del temps vam començar-hi a passar més i més temps».
Vaig obrir la porta i gairebé em vaig cagar allà mateix… per Déu, era molt sorollós. Certament, mai havia escoltat res igual abans. 
La gravació va començar el 21 de febrer amb sis preses de «Matilda Mother», llavors anomenada «Matilda's Mother». La setmana següent, el dia 27, la banda va enregistrar cinc preses de «Interstellar Overdrive», i «Chapter 24». El 16 de març, la banda va tornar altre cop a l'enregistrament de «Interstellar Overdrive», en un intent de crear una versió més curta, i a «Flaming» (originalment anomenat «Snowing»), que es va registrar en una sola presa amb una expressió vocal. El 19 de març es van registrar sis preses de «The Gnome». Un dia després, la banda va gravar «Take Up Thy Stethoscope and Walk» de Waters. El 21 de març, el grup va ser convidat a veure com els Beatles gravaven «Lovely Rita». L'endemà van gravar «The Scarecrow» en una sola presa. Les tres pistes següents —«Astronomy Domine», «Interstellar Overdrive» i «Pow R. Toc H.»— es van treballar extensivament entre el 21 de març i el 12 d'abril, havent estat inicialment llargues cançons instrumentals. Entre el 12 i el 18 d'abril, la banda va gravar «Percy the Rat Catcher» i una cançó que actualment encara no s'ha publicat anomenada «She Was a Millionaire».
«Percy the Rat Catcher», sortit d'un projecte de pel·lícula de Syd Barrett que no va tenir continuació, va rebre gravacions superposades al llarg de cinc sessions d'estudi i després es va mesclar cap al final de juny, quan eventualment se li va donar el nom «Lucifer Sam». L'autoria de la majoria de cançons de l'àlbum apareix en els crèdits per a Barrett, amb pistes com «Bike» havent estat escrites el 1966, abans de l'inici de l'àlbum. «Bike» va ser gravada el 21 de maig de 1967 i originalment era titulada «The Bike Song». Al juny, el consum creixent d'LSD per part de Barrett durant el projecte de gravació el va deixar visiblement debilitat.

## Llançament i acollida

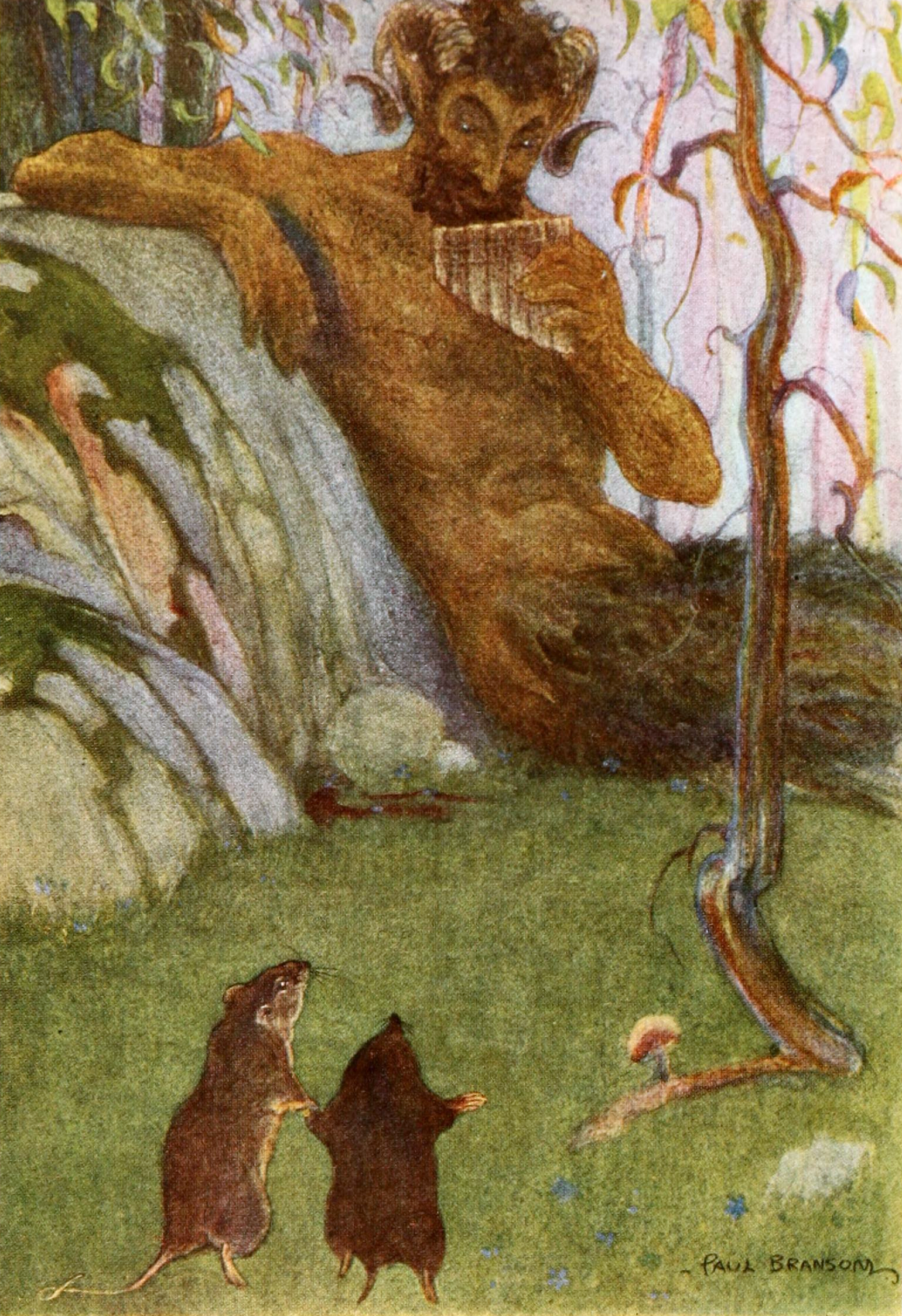
El títol de l'àlbum, The Piper at the Gates of Dawn, fa referència al déu Pan, tal com apareix al llibre El vent entre els salzes.

El juny de 1967, abans que es publiqués l'àlbum, el senzill «See Emily Play» es va vendre com a disc de 45 polzades, amb «The Scarecrow» a la cara B, sota el nom «Scarecrow». L'àlbum complet es va publicar el 4 d'agost de 1967, incloent-hi «The Scarecrow».
Pink Floyd va continuar actuant al Club UFO i va atreure multituds, però el deteriorament de Barrett va causar preocupació. La banda esperava inicialment que el seu comportament erràtic fos passatger, però altres, incloent-hi el gerent Peter Jenner i el seu secretari June Child,  eren més realistes:
| « | […] El vaig trobar al vestidor i estava tan[…] desaparegut. Roger Waters i jo el vam posar de peu, el vam treure a l'escenari[…] i, per descomptat, el públic li va perdonar perquè l'estimaven. La banda va començar a tocar i Syd només hi era. Tenia la guitarra al coll i els braços penjant. | » |

El grup es va veure obligat a cancel·lar la seva aparició al prestigiós Festival Nacional de Jazz i Blues, informant a la premsa musical que Barrett patia un esgotament nerviós. Jenner i Waters van arranjar una visita al psiquiatre per Barrett -una reunió a la qual no va assistir. Va ser enviat a relaxar-se al sol a l'illa de Formentera amb Waters i Sam Hutt (un metge ben establert en l'escena musical underground), però això no va provocar cap millora visible.
L'LP original del Regne Unit es va publicar el 4 d'agost de 1967 en mescles monaural i estereofòniques, i va arribar al número 6 als llistats de vendes del Regne Unit. El LP canadenc va ser editat el 2 d'octubre d'aquell any i tenia el mateix títol i cançons que la versió del Regne Unit. L'àlbum original dels Estats Units va aparèixer a la divisió Tower de Capitol el 21 d'octubre de 1967. Aquesta versió es titulava oficialment simplement Pink Floyd, tot i que el títol original de l'àlbum apareixia a la contraportada com en la versió del Regne Unit. La versió original britànica va ser editada amb 11 cançons, però la versió estatunidenca en tenia únicament 9, ja que se n'havien tret «Flaming», «Astronomy Domine» i «Bike», afegint «See Emily Play», que havia estat editat prèviament com a senzill. Dick Clark es va referir al disc pel seu títol original quan el grup va aparèixer al seu programa de televisió American Bandstand el 18 de novembre de 1967. L'àlbum nord-americà presentava un llistat de cançons abreujades, i va arribar al número 131 a la llista Billboard. El single del Regne Unit, «See Emily Play», va ser substituït per «Astronomy Domine», «Flaming» i «Bike». Editat a temps per la gira americana del grup, «Flaming» va aparèixer com a senzill, amb «The Gnome» com a cara-B. L'edició de l'àlbum de Tower també va treure'n «Interstellar Overdrive» i va separar la transició cap a «The Gnome» per adaptar-se a la re-seqüenciació de les cançons. A les edicions posteriors dels Estats Units, el disc compacte tenia el mateix títol i llista de cançons que la versió del Regne Unit. L'àlbum va aconseguir la certificació d'or als Estats Units l'11 de març de 1994.
En referència a la gestió a Tower Records, Jenner va comentar:
| «              | Pel que fa al Regne Unit i a Europa, sempre va estar bé. Amèrica sempre va ser difícil. Capitol no podia veure-ho. Sabeu, Quin és aquest últim residu d'Anglaterra? Oh Déu, ens donarà més pena, així que ho farem arribar a Tower Records', que era una filial de Capitol Records […] Era una operació molt barata i va ser el començament de problemes interminables que Pink Floyd va tenir amb Capitol. Va començar-hi malament i va continuar anant malament. | » |
| — Peter Jenner | |   |

### Embalatge
Era inusual i diferent, i van quedar encantats amb això, i Syd va fer el seu petit dibuix a la contraportada. 

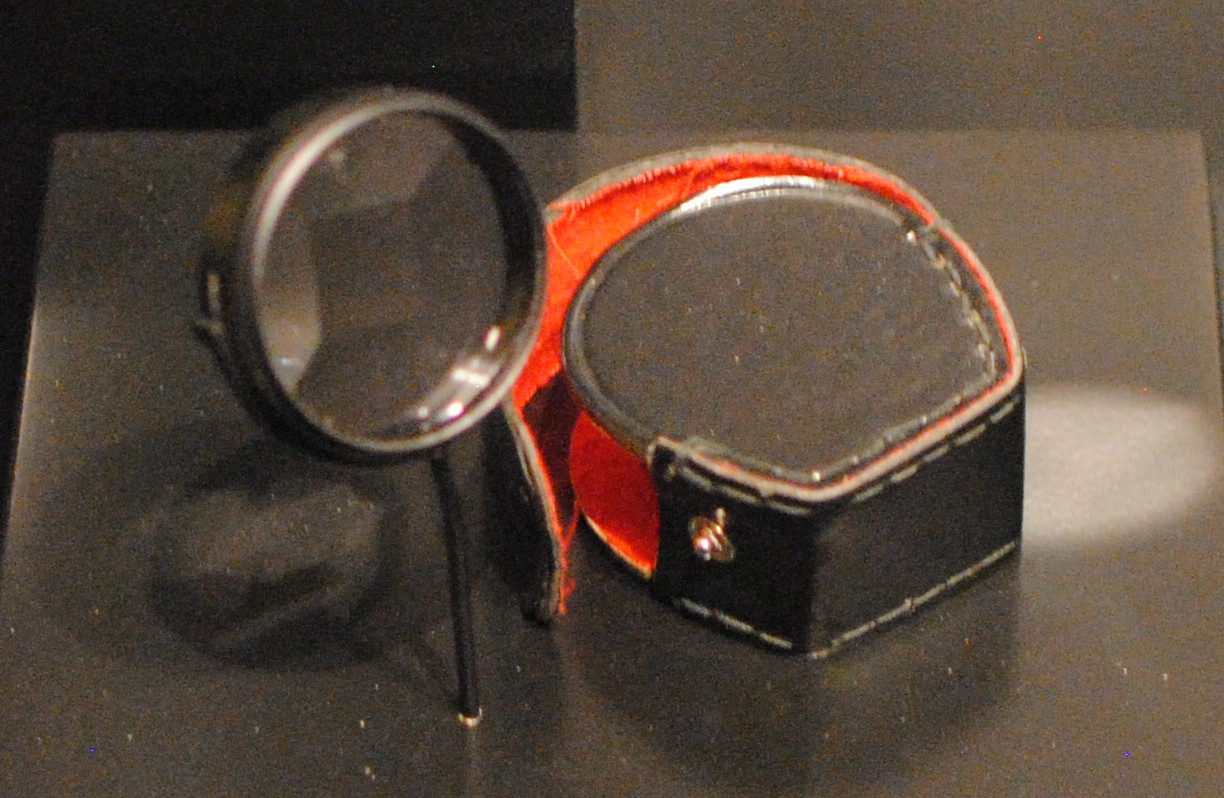
La lent de Vic Singh, emprada per fer la fotografia de la portada de l'àlbum (en exhibició a Pink Floyd: Their Mortal Remains)

L'emergent fotògraf de societat Vic Singh va ser contractat per fotografiar la banda per a la portada de l'àlbum. Singh va compartir un estudi amb el fotògraf David Bailey, i era amic amb el guitarrista dels Beatles George Harrison. Singh va demanar a Jenner i King que vestissin la banda amb la roba més brillant que poguessin trobar. A continuació, Vic Singh els va disparar amb una lent de prisma que li havia donat Harrison. La portada era destinada a semblar un viatge d'LSD, un estil que es va afavorir en aquell moment. El 2017, la lent va ser exhibida al Victoria and Albert Museum, com a part de l'exposició Pink Floyd: Their Mortal Remains.
Barrett va proposà el títol The Piper at the Gates of Dawn; l'àlbum es titulava originalment Projection fins al juliol de 1967. El títol es va treure del capítol set de The Wind in the Willows, de Kenneth Grahame que conté una trobada visionària amb el déu Pan, que toca la seva flauta de pan a l'alba. Era un dels llibres preferits de Barrett, i sovint donava als amics la impressió que era la personificació de Pan. El sobrenom es va utilitzar més tard en la cançó «Shine On You Crazy Diamond», en la qual a Barrett se l'anomena «you Piper». La portada de l'àlbum va ser una de les diverses portades d'àlbum de Pink Floyd usades en una sèrie de segells de la Royal Mail, emesos el maig de 2016 per commemorar els 50 anys de Pink Floyd.
El 2018, l'àlbum es va reeditar en la seva combinació mono. Aquesta versió va arribar amb una nova caixa d'embalatge amb la funda del disc original a l'interior. Aquest nou disseny va ser realitzat per Aubrey Powell i Peter Cuzon de Hipgnosis, i inclou una versió en relleu d'or del gràfic de Syd Barrett que apareix a la contraportada de l'LP original.

### Recepció
En el moment del llançament, tant Record Mirror com NME van donar a l'àlbum quatre estrelles de cinc. Record Mirror va comentar que "la imatge psicodèlica del grup cobra vida realment, recorda en aquest LP, que és un aparador excel·lent tant pel seu talent com per a la tècnica de gravació. Molt so al·lucinant, tant descarat com subtil, i tot molt ben executat." Cash Box el va descriure com «una col·lecció especialment cridanera d'atreviments de rock actuals». Paul McCartney i l'anterior productor de Pink Floyd Joe Boyd van valorar l'àlbum amb èxit. Alguns van expressar l'opinió dels fans underground, al suggerir que l'àlbum no reflectia les actuacions en viu de la banda.
En els darrers anys, The Piper at the Gates of Dawn ha obtingut encara més reconeixement. L'àlbum no només es presenta com a obra mestra psicodèlica, sinó que l'LSD se'n considera una influència directa. El 1999, la revista Rolling Stone va donar a l'àlbum 4,5 estrelles sobre 5, «titllant-lo de l'èxit daurat de Syd Barrett». La revista Q va qualificar l'àlbum com a «indispensable» i el va incloure a la llista dels millors àlbums psicodèlics de tots els temps. També va ser número 40 en la llista «The 50 Most Out There Albums of All Time» (La llista dels 50 àlbums més destacats de tots els temps) de la revista Mojo. L'any 2000, la revista Q va situar The Piper at the Gates of Dawn al número 55 en la seva llista dels 100 millors àlbums britànics de tots els temps. El 2012, la versió nord-americana de The Piper at the Gates of Dawn va assolir la 347a posició a la llista de la revista Rolling Stone dels millors 500 àlbums de la història.
James E. Perone va dir que Piper es va fer conegut com un àlbum conceptual en els últims anys, perquè els oients van voler reproduir-lo completament en comptes de triar-ne una cançó favorita. Mentre que el biògraf dels Beatles Philip Norman accepta que Piper és un àlbum conceptual, altres autors afirmen que Pink Floyd no va començar a crear àlbums conceptuals fins al 1973, amb The Dark Side of the Moon. L'autor George Reisch va anomenar Pink Floyd els reis indiscutibles de l'àlbum conceptual, però partint del Dark Side. El juliol de 2006, Billboard va descriure The Piper at the Gates of Dawn com «un dels millors àlbums de rock psicodèlic de tots els temps, impulsat per les narracions estranyes de Barrett i l'habilitat de la banda tant amb llargues improvisacions com amb perles pop».

### Reedicions
The Piper at the Gates of Dawn va ser reeditat al Regne Unit l'any 1979 com un àlbum estèreo en vinil, i en CD tant al Regne Unit com als Estats Units el 1985. Als Estats Units, el 1994 es va editar un CD estèreo remasteritzat digitalment, amb una nova portada, i el 1997 al Regne Unit es va publicar una edició mono limitada, en motiu del 30è aniversari de l'àlbum, tant en CD com en vinil. Aquestes edicions limitades es van vendre en un empaquetament digipak i amb una imatge en 3-D a les edicions europees i a tot el món, excepte als Estats Units. Aquest CD monofònic incloïa una versió lleugerament editada de «Flaming». El 1997 es va regalar un CD amb 6 pistes addicionals, 1967: The First Three Singles, juntament amb l'edició de l'àlbum del 30è aniversari.
El 1973, l'àlbum, juntament amb A Saucerful of Secrets, va ser editat com a disc doble sota el segell Capitol/Harvest Records d'EMI, sota el títol de A Nice Pair per introduir els fans als treballs primerencs de la banda després de l'èxit de The Dark Side of the Moon. A la versió nord-americana d'aquesta compilació, la versió original d'estudi de quatre minuts d'«Astronomy Domine» es va substituir per la versió en viu de vuit minuts que es troba a Ummagumma. L'edició nord-americana de A Nice Pair tampoc va fallar en intentar restaurar la saga entre «Interstellar Overdrive» i «The Gnome».
Amb motiu del 40è aniversari, el 4 de setembre de 2007 es va publicar una edició de dos discos. L'empaquetament, dissenyat per Storm Thorgerson, s'assembla a un llibre folrat de tela, juntament amb una reproducció de dotze pàgines d'un quadern de Syd Barrett. Els discos 1 i 2 contenen l'àlbum complet en la seva combinació mono original (disc 1), així com la versió estèreo alternativa (disc 2). Tots dos han estat remasteritzats recentment per James Guthrie. El tercer disc inclou diverses pistes de l'etapa de Piper sortides dels arxius d'Abbey Road, juntament amb els primers tres senzills de la banda. El material no publicat inclou una presa alternativa més curta d'«Interstellar Overdrive» que es creia que s'havia perdut, la barreja abreviada pre-mescles de «Interstellar Overdrive» prèviament només disponible en un EP a França, una barreja alternativa de «Matilda Mother», tal com va aparèixer a les primeres sessions, i també a la barreja estèreo de «Apples and Oranges» del 1967, que inclou material no retallat al principi i al final.
Piper es va remasteritzar i es va tornar a llançar el 26 de setembre de 2011 com a part de la campanya de reedició Why Pink Floyd…?. Està disponible en aquest format com a àlbum en solitari i formant part de la caixa recopilatòria Discovery Why Pink Floyd … ?, juntament amb els altres 13 àlbums d'estudi i un nou llibret en colors. A continuació, l'àlbum es va tornar a llançar sota el propi segell de la banda Pink Floyd Records el 3 de juny de 2016, per tot el món llevat Europa.
Per al Record Store Day de 2018, Piper va ser reeditat en la seva combinació mono amb un sobre com a empaquetat que conté la portada original.

## Llista de cançons
Totes les cançons són escrites per Syd Barrett, excepte quan es menciona. Les versions americana i japonesa de l'àlbum no contenen els mateixos temes, ja que la versió japonesa inclou See Emily Play al final de l'àlbum.

### Versió britànica original
| 1.            | «Astronomy Domine»                 | Barrett i Wright                                                      | 4:12  |
| 2.            | «Lucifer Sam»                      | Barrett                                                               | 3:07  |
| 3.            | «Matilda Mother»                   | Wright i Barrett                                                      | 3:08  |
| 4.            | «Flaming»                          | Barrett                                                               | 2:46  |
| 5.            | «Pow R. Toc H.»                    | instrumental, veu sense paraules per part de Barrett, Waters i Wright | 4:26  |
| 6.            | «Take Up Thy Stethoscope and Walk» | Waters                                                                | 3:05  |
| Durada total: | Durada total:                      | Durada total:                                                         | 20:44 |

| 1.            | «Interstellar Overdrive» | instrumental  | 9:41  |
| 2.            | «The Gnome»              | Barrett       | 2:13  |
| 3.            | «Chapter 24»             | Barrett       | 3:42  |
| 4.            | «The Scarecrow»          | Barrett       | 2:11  |
| 5.            | «Bike»                   | Barrett       | 3:21  |
| Durada total: | Durada total:            | Durada total: | 21:08 |

### Versió britànica de 8 pistes
| 1. | «Astronomy Domine» | Barrett i Wright |  |
| 2. | «Lucifer Sam»      | Barrett          |  |
| 3. | «Matilda Mother»   | Wright i Barrett |  |

| 1. | «Flaming»       | Barrett                                                               |  |
| 2. | «Pow R. Toc H.» | instrumental, veu sense paraules per part de Barrett, Waters i Wright |  |
| 3. | «Bike»          | Barrett                                                               |  |

| 1. | «Take Up Thy Stethoscope and Walk» | Waters       |  |
| 2. | «Chapter 24»                       | Barrett      |  |
| 3. | «The Scarecrow»                    | Barrett      |  |
| 4. | «Interstellar Overdrive—Part 1»    | instrumental |  |

| 1. | «Interstellar Overdrive—Conclusion» | instrumental |  |
| 2. | «The Gnome»                         | Barrett      |  |

### Versió americana
| 1. | «See Emily Play»                   | Barrett          | 2:53 |
| 2. | «Pow R. Toc H.»                    | instrumental     | 4:26 |
| 3. | «Take Up Thy Stethoscope and Walk» | Waters           | 3:05 |
| 4. | «Lucifer Sam»                      | Barrett          | 3:07 |
| 5. | «Matilda Mother»                   | Barrett i Wright | 3:08 |

| 1. | «The Scarecrow»          | Barrett      | 2:11 |
| 2. | «The Gnome»              | Barrett      | 2:13 |
| 3. | «Chapter 24»             | Barrett      | 3:42 |
| 4. | «Interstellar Overdrive» | instrumental | 9:41 |

### Versió japonesa
| 1.            | «Astronomy Domine»                 | Barrett i Wright                                                      | 4:12  |
| 2.            | «Lucifer Sam»                      | Barrett                                                               | 3:07  |
| 3.            | «Matilda Mother»                   | Wright, Barrett                                                       | 3:08  |
| 4.            | «Flaming»                          | Barrett                                                               | 2:46  |
| 5.            | «Pow R. Toc H.»                    | instrumental, veu sense paraules per part de Barrett, Waters i Wright | 4:26  |
| 6.            | «Take Up Thy Stethoscope and Walk» | Waters                                                                | 3:05  |
| Durada total: | Durada total:                      | Durada total:                                                         | 20:44 |

| 1.            | «Interstellar Overdrive» | instrumental  | 9:41  |
| 2.            | «The Gnome»              | Barrett       | 2:13  |
| 3.            | «Chapter 24»             | Barrett       | 3:42  |
| 4.            | «The Scarecrow»          | Barrett       | 2:11  |
| 5.            | «Bike»                   | Barrett       | 3:21  |
| 6.            | «See Emily Play»         | Barrett       | 2:53  |
| Durada total: | Durada total:            | Durada total: | 24:01 |

### Edició del 40è aniversari
| 1.  | «Astronomy Domine»                                          | Barrett, Wright                                                       | 4:17 |
| 2.  | «Lucifer Sam»                                               | Barrett                                                               | 3:09 |
| 3.  | «Matilda Mother»                                            | Wright, Barrett                                                       | 3:05 |
| 4.  | «Flaming»                                                   | Barrett                                                               | 2:46 |
| 5.  | «Pow R. Toc H.» (Barrett, Roger Waters, Wright, Nick Mason) | instrumental, veu sense paraules per part de Barrett, Waters i Wright | 4:24 |
| 6.  | «Take Up Thy Stethoscope and Walk» (Waters)                 | Waters                                                                | 3:07 |
| 7.  | «Interstellar Overdrive» (Barrett, Waters, Wright, Mason)   | Instrumental                                                          | 9:41 |
| 8.  | «The Gnome»                                                 | Barrett                                                               | 2:14 |
| 9.  | «Chapter 24»                                                | Barrett                                                               | 3:53 |
| 10. | «The Scarecrow»                                             | Barrett                                                               | 2:10 |
| 11. | «Bike»                                                      | Barrett                                                               | 3:27 |

| 1.  | «Astronomy Domine»                                          | Barrett, Wright                                                       | 4:14 |
| 2.  | «Lucifer Sam»                                               | Barrett                                                               | 3:07 |
| 3.  | «Matilda Mother»                                            | Wright, Barrett                                                       | 3:08 |
| 4.  | «Flaming»                                                   | Barrett                                                               | 2:46 |
| 5.  | «Pow R. Toc H.» (Barrett, Roger Waters, Wright, Nick Mason) | instrumental, veu sense paraules per part de Barrett, Waters i Wright | 4:26 |
| 6.  | «Take Up Thy Stethoscope and Walk» (Waters)                 | Waters                                                                | 3:06 |
| 7.  | «Interstellar Overdrive» (Barrett, Waters, Wright, Mason)   | Instrumental                                                          | 9:40 |
| 8.  | «The Gnome»                                                 | Barrett                                                               | 2:13 |
| 9.  | «Chapter 24»                                                | Barrett                                                               | 3:42 |
| 10. | «The Scarecrow»                                             | Barrett                                                               | 2:11 |
| 11. | «Bike»                                                      | Barrett                                                               | 3:24 |

| 1. | «Arnold Layne»                                      | Barrett      | 2:57 |
| 2. | «Candy and a Currant Bun»                           | Barrett      | 2:45 |
| 3. | «See Emily Play»                                    | Barrett      | 2:54 |
| 4. | «Apples and Oranges»                                | Barrett      | 3:05 |
| 5. | «Paint Box» (Wright)                                | Wright       | 3:45 |
| 6. | «Interstellar Overdrive (Take 2) (edició francesa)» | Instrumental | 5:15 |
| 7. | «Apples and Oranges (versió estèreo)»               | Barrett      | 3:11 |
| 8. | «Matilda Mother (versió alternativ)»                | Barrett      | 3:09 |
| 9. | «Interstellar Overdrive (presa 6)»                  | Instrumental | 5:03 |

## Crèdits
Pink Floyd
- Syd Barrett - guitarra, veu
- Roger Waters - baix, veu
- Richard Wright - teclats, farfisa, celesta a «The Gnome» (sense aparèixer als crèdits), veu
- Nick Mason - bateria i percussió

Músics addicionals i producció:
- Syd Barrett: disseny de la contraportada
- Peter Bown: enginyer de so
- Peter Jenner - veu d'inici a Astronomy Domine (sense aparèixer als crèdits)[113]
- Norman Smith: productor, arranjaments vocals i instrumentals, redoble de tambor a «Interstellar Overdrive»[114]
- Vic Singh: disseny de la portada

## Posició a les llistes

### Posició a les llistes setmanals
| Any       | País            | Llista                                               | Posició | Setmanes | Notes                                              |
| --------- | --------------- | ---------------------------------------------------- | ------- | -------- | -------------------------------------------------- |
| 1967-1968 | Regne Unit      | The Official UK Charts Company (OCC)                 | 6       | 19       |                                                    |
| 1967-1968 | Estats Units    | Billboard 200                                        | 131     | 11       | Va arribar a la posició 131 el 27 de gener de 1968 |
| 1967-1968 | França          | Syndicat National de l'Édition Phonographique        | 15      | 1        |                                                    |
| 1997      | Països Baixos   | MegaCharts                                           | 60      |          |                                                    |
| 1997      | Regne Unit      | The Official UK Charts Company (OCC)                 | 44      |          |                                                    |
| 2007      | Bèlgica         | Ultratop Flanders                                    | 28      | 6        |                                                    |
| 2007      | Bèlgica         | Ultratop Wallonia                                    | 39      |          |                                                    |
| 2007      | República Txeca | ČNS IFPI                                             | 34      | 1        |                                                    |
| 2007      | Països Baixos   | Album Top 100                                        | 46      |          |                                                    |
| 2007      | Alemanya        | Offizielle Top 100                                   | 48      | 3        |                                                    |
| 2007      | Itàlia          | FIMI                                                 | 16      |          |                                                    |
| 2007      | Noruega         | VG-lista                                             | 10      | 2        |                                                    |
| 2007      | Polònia         | ZPAV                                                 | 38      | 1        |                                                    |
| 2007      | Espanya         | PROMUSICAE                                           | 70      | 9        |                                                    |
| 2007      | Suècia          | Sverigetopplistan                                    | 43      | 1        |                                                    |
| 2007      | Suïssa          | Schweizer Hitparade                                  | 87      | 1        |                                                    |
| 2007      | Regne Unit      | The Official UK Charts Company (OCC)                 | 22      |          |                                                    |
| 2011      | França          | Syndicat National de l'Édition Phonographique (SNEP) | 150     |          |                                                    |

### Certificacions
| País           | Certificació | Vendes  | Últim dia certificació |
| -------------- | ------------ | ------- | ---------------------- |
| Itàlia FIMI    | 1 × or       | 50.000  | 2017                   |
| Regne Unit BPI | 1 × or       | 100.000 | 18 agost 2016          |